# Johann Geiler von Kaysersberg
Johann Geiler von Kaysersberg (1445-1510) (Schaffhausen, 16 de Março de 1445 — Estrasburgo,  10 de Março de 1510), de origem suíça, foi um dos maiores oradores do século XV, além de renomado escritor religioso. Junto com Jakob Wimpfeling (1450-1528), lutou contra os abusos eclesiásticos da sua época, buscando a salvação e a sobrevivência da moral cristã na Igreja e no Estado através da preservação da fé nas doutrinas da Igreja.

## Biografia
Seu pai foi morto por um urso durante uma caçada, por isso, foi criado pelo seu bisavô. Passou a infância e a juventude em Kaysersberg. Em 1460, entrou na Universidade de Friburgo onde se formou, e foi aluno de Konrad Stürtzel (1435-1509), depois, estudou o "Livro das Sentenças" de Pierre Lombard (1100-1160), os comentários de Alexandre de Hales e várias obras de Aristóteles.
Seu grande interesse pelos assuntos teológicos, alimentados pelos estudos com Jean Gerson, o levaram, em 1471, à Universidade de Basileia, que era o centro de convergência para as maiores mentes da época. Em 1475, tornou-se Doutor em Teologia, e foi nomeado para uma cátedra na Universidade de Friburgo no ano seguinte, mas os seus interesses, sob a força do tempo, se curvaram, pouco a pouco, para se tornar pregador, e logo, o seu fervor e a sua eloquência lhe valeram inúmeros convites para as maiores cidades.
Finalmente, em 1478, Johann aceita um convite para a catedral de Estrasburgo, onde trabalhou incessantemente, com raras interrupções, até pouco antes da sua morte, em 10 de Março de 1510. O belo púlpito, erguido por ele, em 1481, sobre a nave da catedral, quando a Capela de São Lourenço tinha se mostrado muito pequena, continuou a dar testemunho da sua popularidade como pregador, como nos atestam Sébastien Brant (1457-1521), Beatus Rhenanus (1485-1547), Johannes Reuchlin (1455-1522), Philipp Melanchthon (1497-1560), e outros que mostram quanta influência tiveram o seu caráter e a sua pessoa. Seus sermões eram incisivos, não faziam concessões, eram abundantes em imagens pitorescas e textos em que se baseavam, não se limitando apenas à Bíblia, e que influenciaram o pensamento alemão, bem como o idioma alemão de seu tempo.
Geiler fazia em seus sermões críticas picantes e bem-humoradas com relação à situação da Igreja e à secularização do clero, para a qual exigia severas reformas. Suas obras são consideradas como testemunho mais importante de literatura devocional e popular alemã antes de Martinho Lutero. Os seus efeitos podem ser comparados aos de pregadores como Berthold von Regensburg (1210-1272) e Abraham a Sancta Clara (1644-1709).

## Obras
- Peregrinus / Der bilger mit seinen eygenschaften (Der Pilger), 1494
- Baum des Seelenheils, 1502, Frankfurt (Oder)
- Predigten teutsch, 1509
- Das irrig Schaf, 1510
- Das Buch Granatapfel, 1510
- Der Seelen Paradies, 1510
- Navicula sive speculum fatuorum, 1510

### Publicações póstumas
- Navicula poenitentiae, 1511
- Christliche Pilgerschaft, 1512
- Die Passion, 1514
- Evangelibuch, 1515 (ed. por J. Pauli)
- Emeis. Dies ist das Buch von der Omeißen, 1517 (ed. por J. Pauli)
- Die Brösamli Doct. Kaiserbergs, 1517 (ed. por J. Pauli)
- Das Buch von den Sünden das Munds, 1518
- Sermones & varij [varii] Tractat[us] Keiserspergii iam recens excusi ..., 1518
- Das buoch Arbore humana … Von dem menschlichē baum …, (ed. por Hans Grüninger), 1521[5]
- Postill, 1522